# Sada Sotaro
Sotaro Sada (sinh ngày 18 tháng 3 năm 1984) là một cầu thủ bóng đá người Nhật Bản.

## Sự nghiệp câu lạc bộ
Sotaro Sada đã từng chơi cho Sanfrecce Hiroshima, Thespa Kusatsu và AC Nagano Parceiro.